# Летние Азиатские игры 1982
IX Азиатские игры проводились в Нью-Дели с 19 ноября по 4 декабря 1982 года. Это были вторые Азиатские игры проходившиеся в индийской столице (также в Дели состоялись I Азиатские игры в 1951 году). Соревнования проходили по 21 виду спорта.

## Основные события
Игры в Дели стали первыми Азиатскими играми, которые прошли под эгидой образованного в том же году Олимпийского совета Азии.
Официальное открытие игр прошло 19 ноября 1982 года на стадионе «Джавахарлал Неру». Игры открыл президент Индии — Заил Сингх.
В Азиаде приняли участие 3411 спортсменов — 2793 мужчин и 618 женщин из 33 стран.
В неофициальном медальном зачёте первое место заняли спортсмены из Китая, завоевав 155 медалей, из которых 63 золотых и 51 серебряная, и прервав доминирование японцев в Азиадах.
В рамках подготовки к Азиаде в Индии начало развиваться цветное телевидение, что позволило транслировать Игры в цвете.
Председателем оргкомитета игр в 1981 году был назначен Бута Сингх.

## Талисман
Талисманом Игр был слонёнок Аппу. Известный в реальной жизни по кличке - Kuttinarayanan. В свои 7 лет, слонёнок сломал ногу, шагнув в септик. Рана не зажила до конца, что стало причиной его смерти 14 мая 2005 года.

## Виды спорта
Впервые на Азиадах были проведены соревнования по конному спорту, гольфу, гандболу, гребле, и женскому хоккею на траве.
Также соревнования прошли еще по 16 видам спорта:
- Бадминтон
- Баскетбол
- Бокс
- Борьба
- Велогонки
- Волейбол
- Гимнастика
- Лёгкая атлетика
- Настольный теннис
- Парусный спорт
- Плавание
- Тяжёлая атлетика
- Стрельба
- Стрельба из лука
- Теннис
- Футбол

Из программы Игр было исключено Фехтование, но со следующих игр в Сеуле этот вид спорта снова был включен в программу.

## Медальный зачёт
Из 33-х стран участвовавших в Играх медали завоевали спортсмены из 23-х государств. Еще 10 стран остались без медалей (Непал, Бангладеш, ОАЭ, Мьянма, Лаос, Мальдивы, Шри-Ланка, Оман, Северный Йемен, Южный Йемен).
| Место | Страна            | Золото | Серебро | Бронза | Всего |
| ----- | ----------------- | ------ | ------- | ------ | ----- |
| 1     | Китай             | 61     | 51      | 41     | 153   |
| 2     | Япония            | 57     | 52      | 44     | 153   |
| 3     | Республика Корея  | 28     | 28      | 37     | 93    |
| 4     | КНДР              | 17     | 19      | 20     | 56    |
| 5     | Индия             | 13     | 19      | 25     | 57    |
| 6     | Индонезия         | 4      | 4       | 7      | 15    |
| 7     | Иран              | 4      | 4       | 4      | 12    |
| 8     | Пакистан          | 3      | 3       | 5      | 11    |
| 9     | Монголия          | 3      | 3       | 1      | 7     |
| 10    | Филиппины         | 2      | 3       | 9      | 14    |
| 11    | Ирак              | 2      | 3       | 4      | 9     |
| 12    | Таиланд           | 1      | 5       | 4      | 10    |
| 13    | Кувейт            | 1      | 3       | 3      | 7     |
| 14    | Сирия             | 1      | 1       | 1      | 3     |
| 15    | Малайзия          | 1      | 0       | 3      | 4     |
| 16    | Сингапур          | 1      | 0       | 2      | 3     |
| 17    | Ливан             | 0      | 1       | 0      | 1     |
| 17    | Афганистан        | 0      | 1       | 0      | 1     |
| 18    | Гонконг           | 0      | 0       | 1      | 1     |
| 18    | Катар             | 0      | 0       | 1      | 1     |
| 18    | Саудовская Аравия | 0      | 0       | 1      | 1     |
| 18    | Вьетнам           | 0      | 0       | 1      | 1     |
| 18    | Бахрейн           | 0      | 0       | 1      | 1     |
| Всего | Всего             | 199    | 200     | 215    | 614   |